# Libro de la Invención Liberal y Arte del Juego del Axedrez

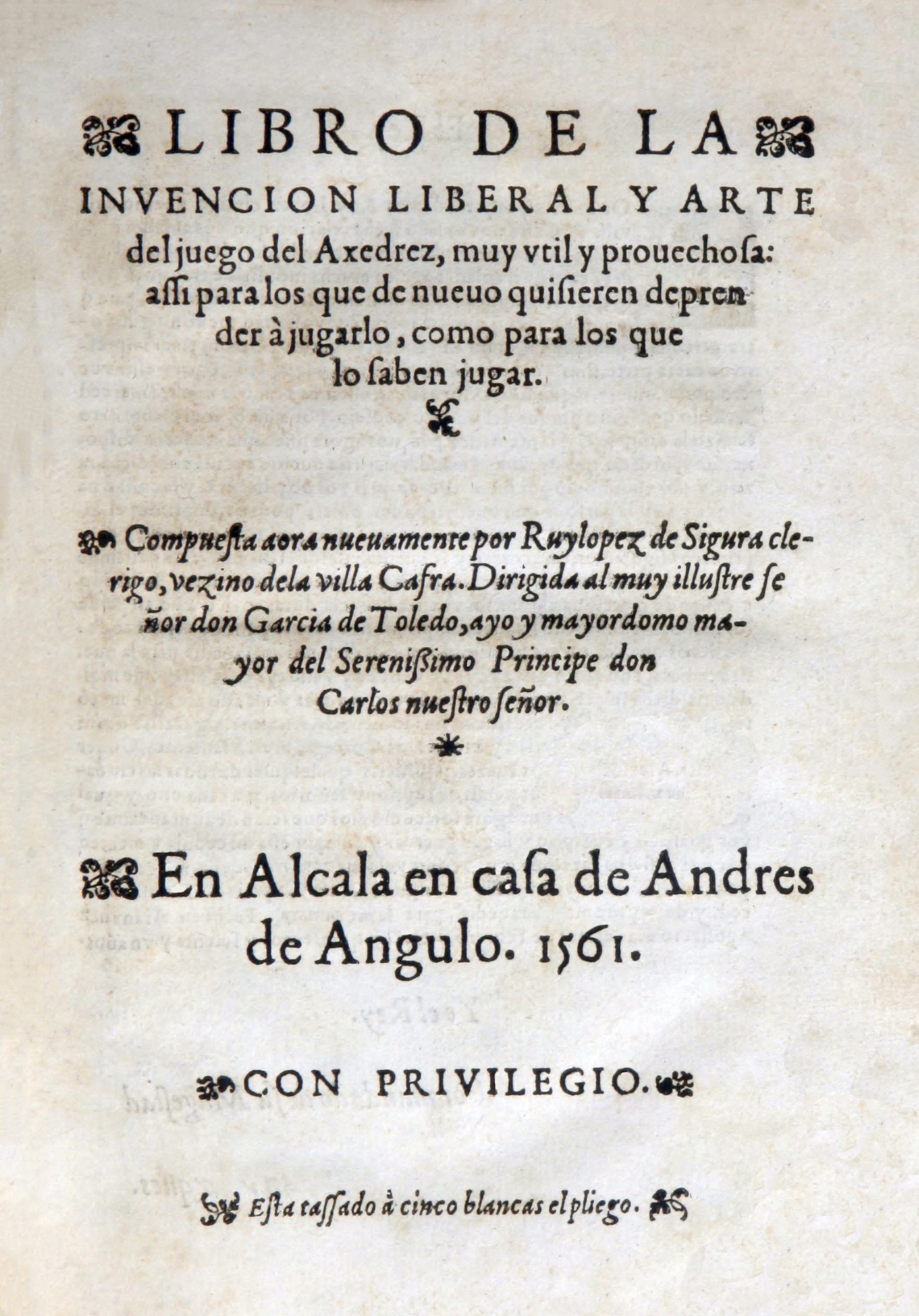
Capa de livro

Livro da Invenção Liberal e a Arte do Jogo de Xadrez (do original em espanhol arcaico Libro de la Invencion liberal y Arte del juego del axedrez) é o título de um dos primeiros tratados sobre enxadrismo. Livro de autoria do padre Ruy López de Segura, publicado na Espanha em 1561.